# Roger Hawkins
Roger Tancred Robert Hawkins (Letchworth, 25 de abril de 1915-Selukwe, 3 de marzo de 1980) fue un político inglés que se desempeñó como miembro del Gobierno de la República de Rodesia, encabezada por Ian Smith, en los años posteriores a la Declaración Unilateral de Independencia de Rodesia. Fue uno de los miembros fundadores del Frente Rodesiano.

## Biografía
Roger Tancred Robert Hawkins nació en Letchworth, Inglaterra, el 25 de abril de 1915. Era hijo de Harry Bradford Tancred Hawkins y se educó en Bedford Modern School y King's College London.
Al estallar la Segunda Guerra Mundial, Hawkins sirvió con las Fuerzas de Rodesia en 1939 y recibió su comisión en El Cairo en 1940. Se unió al 1.er Batallón del Regimiento de Rodesia del Norte en 1941 y sirvió en el África Oriental Británica, Ceilán y Birmania.
Después de la guerra, Hawkins persiguió intereses comerciales y, antes de entrar en política, fue un reconocido experto en minería y propietario en Selukwe, donde Ian Smith también era un destacado agricultor. Fue elegido presidente de la Federación de Minería de Rodesia, involucrándose cada vez más en asuntos políticos. Nacionalista rodesiano, fue uno de los miembros fundadores del Frente Rodesiano. Tras la dimisión de Clifford Dupont, Hawkins fue elegido para el Parlamento de Rodesia el 15 de septiembre de 1964 como Miembro del Parlamento por la Carta. Apoyó activamente la Declaración Unilateral de Independencia de Rodesia en 1965. 
En 1970, Hawkins fue nombrado ministro de Transporte en el gabinete de Smith. Prestó juramento el 13 de abril de 1970. En 1973 reemplazó a John Wrathall como Ministro de Comunicaciones. Desempeñó un papel destacado en la gestión de la economía de Rodesia. Fue considerado un portavoz de los intereses de la élite industrial (en parte en oposición a Douglas Lilford, quien representaba los intereses de la agricultura en el liderazgo del Frente Rodesiano).
El 11 de marzo de 1977, en el apogeo de la guerra civil de Rodesia, Smith lo nombró ministro del recién creado Ministerio de Operaciones Combinadas. Hawkins también ocupó el cargo de Ministro de Defensa. El nuevo ministerio tenía la tarea de coordinar todas las estructuras de poder de Rodesia en la oposición a los movimientos partidistas. Los Departamentos de Defensa, Interior, Justicia, así como el mando de las Fuerzas Armadas, dirigidas por el general Peter Walls, fueron transferidos a la subordinación de Hawkins. El propio Hawkins reportó directamente al Primer Ministro Smith . En este caso, el nombramiento de comentaristas destacó la alianza política de larga data entre Roger Hawkins e Ian Smith.
Hawkins renunció al gabinete de Rodesia en noviembre de 1978 por motivos de salud. Murió en Selukwe a la edad de 64 años el 3 de marzo de 1980, mes y medio antes de la Independencia de Zimbabue.